# Nkurubasee
Der Nkurubasee oder Lake Nkuruba ist ein vulkanischer Kratersee und liegt am Nordende der Kasenda-Kratergruppe im westlichen Uganda.

## Beschreibung
Der See hat eine Fläche von 3 Hektar mit einer mittleren Tiefe von 16 m und einer Höchsttiefe von 38 m. Sein Wasservolumen beträgt 481.000 m³. Der See hat keine Zu- oder Abflüsse, sondern wird über Grundwasser geregelt.
In den nördlichen zwei Dritteln fällt das Ufer relativ steil ab, während im südlichen Drittel das Ufer flacher ist. Der Kraterrand legt im Durchschnitt 48 m über der Wasseroberfläche.